# 愛知県立一色高等学校
愛知県立一色高等学校（あいちけんりつ いっしきこうとうがっこう）は、愛知県西尾市にある県立高等学校。全日制と定時制を有する。

## 沿革
- 1952年（昭和27年） - 愛知県立西尾高等学校一色分校が愛知県立一色高等学校として独立。

## 校訓
- 「謙虚」・「持続」・「気力」で、これらを一色三題と呼んでいる。

## 部活動

### 運動部
- 柔道
- 弓道
- バスケットボール
- バレーボール
- 野球
- テニス
- 卓球
- 陸上
- サッカー
- ソフトボール
- 水泳
- ソフトテニス

### 文化部
- 吹奏楽
- 茶華道
- 書道
- 美術
- 写真
- コンピュータ
- 和太鼓
- 演劇
- ボランティア
- 家庭

## 最寄り駅・バス停留所
- 名鉄西尾線 西尾駅より名鉄東部交通バス・一色線で20分、「赤羽根口」バス停留所より徒歩で約10分。
- 名鉄三河線 碧南駅よりふれんどバスで23分、「一色高校西」バス停留所より徒歩。
- 名鉄西尾線および蒲郡線 吉良吉田駅よりふれんどバスで14分、「一色高校西」バス停留所より徒歩。